# Lee Dixon
Lee Michael Dixon (Mánchester, Inglaterra, 17 de marzo de 1964) es un exfutbolista inglés, se desempeñaba como lateral derecho y se retiró en el año 2002 jugando para el Arsenal FC, donde jugó 14 años consecutivos.

## Biografía

### Primeros años
Dixon comenzó siendo un aficionado del Manchester City y empezó jugando en las categorías inferiores de dicho club, hasta que en 1980 fue fichado por el Burnley FC, con el que debutaría como profesional en 1982.
Entre 1984 y 1988, Dixon jugaría en el Burnley, el Chester City, el Bury FC y el Stoke City.

### Arsenal FC
En enero de 1988, Dixon fichó por el Arsenal FC, recomendado por el entrenador George Graham, para reemplazar a Viv Anderson como lateral derecho del equipo. Dixon debutó con los gunners en febrero de ese año contra el Luton Town, aunque en su primera temporada no dispuso de demasiadas oportunidades.
En su segunda temporada, Dixon formó una gran defensa junto a jugadores como Tony Adams, Steve Bould o David O'Leary, y en esa temporada 1988-89, Dixon ganó con el Arsenal el campeonato liguero inglés, algo que el club londinense no hacía desde 1971.

## Clubes
| Club            | País       | Año         | Partidos | Goles |
| Burnley FC      | Inglaterra | 1982 - 1984 | 4        | 0     |
| Chester City FC | Inglaterra | 1984 - 1985 | 57       | 1     |
| Bury FC         | Inglaterra | 1985 - 1986 | 45       | 5     |
| Stoke City FC   | Inglaterra | 1986 - 1988 | 71       | 5     |
| Arsenal FC      | Inglaterra | 1988 - 2002 | 458      | 24    |

## Palmarés
Arsenal FC
- Premier League: 1988-89, 1990-91, 1997-98, 2001-02
- FA Cup: 1993, 1998, 2002
- Carling Cup: 1993
- FA Community Shield: 1998, 1999
- Copa de la UEFA: 1994

- Datos: Q353358